# VF-53

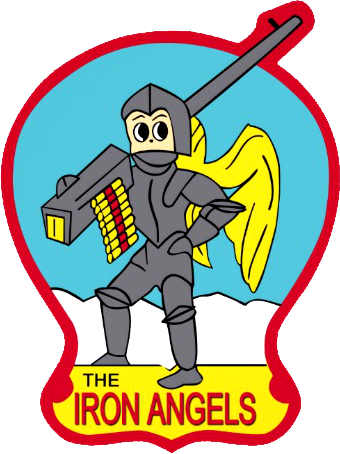

Fighter Squadron 53, ou VF-53 Iron Angels foi uma unidade de aviação da Marinha dos Estados Unidos em serviço de 20 de julho de 1950 a 29 de janeiro de 1971. Originalmente estabelecido como esquadrão de reserva VF-721 em 20 de julho de 1950, foi redesignado como VF-141 em 4 de fevereiro de 1953 e depois redesignado como VF-53 em 15 de outubro de 1963. O esquadrão foi desativado em 29 de janeiro de 1971. Foi o quarto esquadrão da Marinha dos EUA a ser designado como VF-53.

## Histórico operacional

### Guerra da Coreia

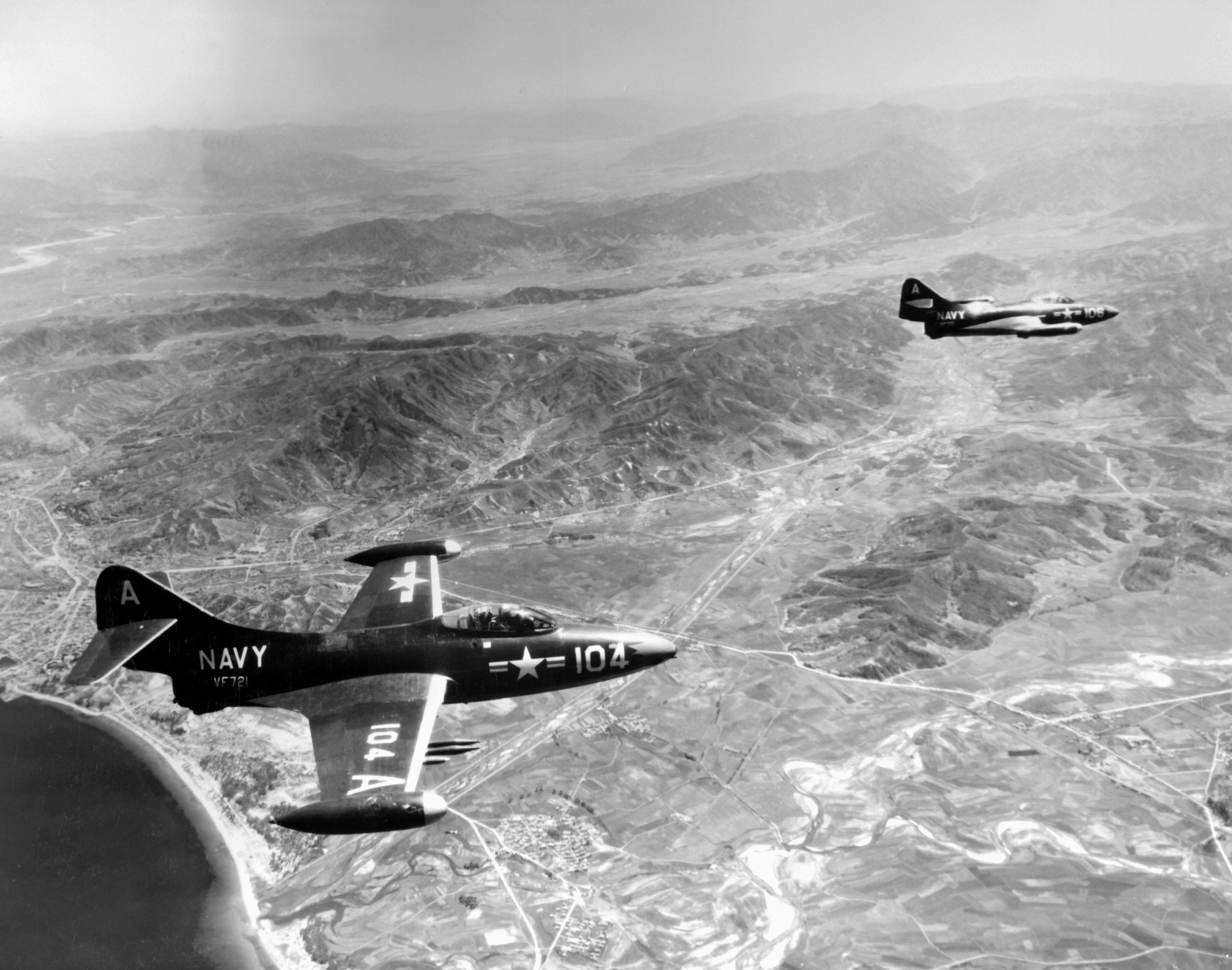
F-9F-2 Panthers do VF-721 sobre a Coréia em 1951

O VF-721, equipado com o F9F-2 Panther, foi designado para o Carrier Air Group 101 (CVG-101) a bordo do USS Boxer para serviço na Coreia de 2 de março a 24 de outubro de 1951. Nesse período o esquadrão perdeu 2 aeronaves. :88 Em seguida, operou a bordo do USS Kearsarge de 11 de agosto de 1952 a 17 de março de 1953. Nesse período, perdeu 4 aeronaves e dois pilotos morreram. :88

### Vietnã
O VF-53 foi designado para o Carrier Air Wing 5 (CVW-5) e foi implantado em águas vietnamitas a bordo USS Ticonderoga três vezes: 3 de janeiro a 15 de julho de 1963; 14 de abril a 15 de dezembro de 1964 e 28 de setembro de 1965 a 13 de maio de 1966.
VF-53 foi implantado no porta-aviões USS Hancock de 5 de janeiro a 22 de julho de 1967. Em 25 de março de 1967, um esquadrão F-8E caiu no mar em uma missão não de combate, o piloto tenente jg James Hise foi morto em ação, corpo não recuperado.
O VF-53 foi implantado no porta-aviões USS Bon Homme Richard três vezes: de 27 de janeiro a 10 de outubro de 1968; de 18 de março a 29 de outubro de 1969 e de 2 de abril a 12 de novembro de 1970. Em 29 de julho de 1968, LCDR Guy Kane pilotando um F-8E abateu um MiG-17 da Força Aérea Popular do Vietnã . :101

## Ex-membros notáveis
- Thomas J. Hudner Jr.